# Liga Boliviana de Basquetebol
Predefinição:Ficha de liga deportiva
A Liga Boliviana de Basquetebol (abreviada Libobasquet) é o maior torneio de basquetebol de clubes da Bolivia. O torneio é organizado pela Federação Boliviana de Basquetebol e o campeão se clasifica para a Liga Sulamericana de Clubes.

## História
- Divisão Maior do Basquetebol Boliviano (Dimabbol)
  - 1994-2006
- Liga Superior de Basquetebol Boliviano (LSBB)
  - 2007-2013
- Liga Boliviana de Basquetebol (Libobásquet)
  - 2014 - Atualidades.

## História dos Campeões da Divisião Maior de Basquetebol Boliviano (DIMABBOL)
| DIMABBOL | DIMABBOL   | DIMABBOL           | DIMABBOL          |
| Ano      | Sede Final | Campeão            | Vice-Campeão      |
| -------- | ---------- | ------------------ | ----------------- |
| 1994     |            |                    |                   |
| 1995     |            |                    |                   |
| 1996     |            |                    |                   |
| 1997     |            |                    |                   |
| 1998     |            | La Salle (Tarija)  |                   |
| 1999     | Tarija     | Nonis (Santa Cruz) |                   |
| 2000     | Cochabamba | Nonis (Santa Cruz) | La Salle (Tarija) |
| 2001     |            | Nonis (Santa Cruz) |                   |
| 2002     |            |                    |                   |
| 2003     | Santa Cruz | Real Santa Cruz    |                   |
| 2004     |            |                    |                   |
| 2005     | Cochabamba | Nonis (Santa Cruz) | La Salle (Tarija) |
| 2006     | Cochabamba | Nonis (Santa Cruz) | La Salle (Tarija) |

## História dos Campeões da Liga Superior de Basquetebol de Bolivia (LSBB)
| Ano  | Sede Final | Campeão              | Vice-Campeão       |
| ---- | ---------- | -------------------- | ------------------ |
| 2007 | Tarija     | Millonarios (Tarija) | Nonis (Santa Cruz) |
| 2008 | Sucre      | La Salle (Tarija)    | Amistad (Sucre)    |
| 2009 | Tarija     | Millonarios (Tarija) | La Salle (Tarija)  |
| 2010 | Sucre      | Amistad (Sucre)      | La Salle (Tarija)  |
| 2011 | Oruro      | Amistad (Sucre)      | CAN (Oruro)        |
| 2012 | Sucre      | CAN (Oruro)          | Amistad (Sucre)    |

A partir do ano de 2013 o campeão da LSBB disputa a liga de ascenso/descenso para engresar na Libobásquet.
| Ano  | Sede Final                                   | Campeão                                      | Vice-Campeão                                 |
| ---- | -------------------------------------------- | -------------------------------------------- | -------------------------------------------- |
| 2013 | Oruro                                        | Derecho (Oruro)                              | UMSA (La Paz)                                |
| 2014 | Cochabamba                                   | Ingenieros (Oruro)                           | UNITEPC (Cochabamba)                         |
| 2015 | Calero toma el lugar de Ingenieros de Oruro. | Calero toma el lugar de Ingenieros de Oruro. | Calero toma el lugar de Ingenieros de Oruro. |
| 2016 | La Paz                                       | And-1 (La Paz)                               | Rubair (Quillacollo)                         |
| 2017 | Sucre                                        | Carl A-Z (Oruro)                             | Universitario (Sucre)                        |
| 2018 | Cochabamba                                   | Rubair (Quillacollo)                         | Henry (Quillacollo)                          |
| 2019 | Play-Off                                     | Nacional Potosí (Potosí)                     | Kinwa (La Paz)                               |

## História dos Campeões da Liga Boliviana de Basquetebol (LIBOBÁSQUET)
| Temporada                   | Campeão                | Série/Campanha | Vice-campeão             | Treinador campeão | Treinador vice-campeão | MVP Finales         | MVP Liga        |
| --------------------------- | ---------------------- | -------------- | ------------------------ | ----------------- | ---------------------- | ------------------- | --------------- |
| I Versión Apertura 2014     | La Salle (Tarija)      | 20 pts         | Amistad (Sucre)          | Giovanny Vargas   | Bernard Tarr           | -                   | -               |
| II Versión Clausura 2014    | La Salle (Tarija)      | 2 - 0          | La Salle (Cochabamba)    | Giovanny Vargas   | Juan Carlos Berruti    | -                   | -               |
| III Versión Apertura 2015   | Vikingos (Tarija)      | 3 - 0          | La Salle (Tarija)        | Giovanny Vargas   | Norberto Yañez         | -                   | -               |
| IV Versión Clausura 2015    | San Simón (Cochabamba) | 3 - 0          | Vikingos (Tarija)        | Sandro Patiño     | Giovanny Vargas        | -                   | -               |
| V Versión Temporada 2016    | San Simón (Cochabamba) | 3 - 1          | Pichincha (Potosí)       | Sandro Patiño     | Juan Marcos Kass       | -                   | -               |
| VI Versión Temporada 2017   | Calero (Potosí)        | 3 - 2          | Pichincha (Potosí)       | Giovanny Vargas   | Diego D'Andrea         | -                   | -               |
| VII Versión Temporada 2018  | Calero (Potosí)        | 3 - 0          | CAN (Oruro)              | Giovanny Vargas   | Sandro Patiño          | Louis Munks III     | Louis Munks III |
| VIII Versión Temporada 2019 | Pichincha (Potosí)     | 3 - 0          | Nacional Potosí (Potosí) | Fabricio Salas    | Gustavo Noria          | Antone Robinson Jr. | Gregory Curvelo |

- MVP Finales y Liga: Selecionados pela página Latinbasket.com (a partir da temporada 2018).

## Temporada  (2014-2019)
Lista de campeões desde a temporada 2014.
| Temporada | Campeão       | Vice-Campeão    | Terceiro/Semi-finalistas | Campanha | Notas                                 |
| --------- | ------------- | --------------- | ------------------------ | -------- | ------------------------------------- |
| Ap. 2014  | La Salle (1)  | Amistad         | San Simón                | 15-7     | Primeiro Campeão de la Libobásquet    |
| Cl. 2014  | La Salle (2)  | La Salle (C)    | Amistad - Universidad    | 12-3     | Primeiro Bi-Campeão de la Libobásquet |
| Ap. 2015  | Vikingos (1)  | La Salle        | Universidad - San Simón  | 13-5     |                                       |
| Cl. 2015  | San Simón (1) | Vikingos        | Amistad - Bolmar         | 17-0     | Primeiro Campeão Invicto              |
| 2016      | San Simón (2) | Pichincha       | La Salle - CAN           | 17-4     | Segundo Bicampeão de Libobásquet      |
| 2017      | Calero (1)    | Pichincha       | San Simón - CAN          | 19-4     |                                       |
| 2018      | Calero (2)    | CAN             | Rubair - La Salle        | 19-2     | Terceiro Bicampeão de Libobásquet     |
| 2019      | Pichincha (1) | Nacional Potosí | Rubair - CAN             | 21-0     | Segundo campeão invicto               |

## Títulos por equipe de la Libobásquet
| Clube            | Títulos | Vice-Campeão | Años dos campeonatos | Años dos Vice-Campeonatos |
| ---------------- | ------- | ------------ | -------------------- | ------------------------- |
| La Salle         | 2       | 1            | 2014-A, 2014-C       | 2015-A                    |
| San Simón        | 2       | -            | 2015-C, 2016         | -                         |
| Calero           | 2       | -            | 2017, 2018           | -                         |
| Pichincha        | 1       | 2            | 2019                 | 2016, 2017                |
| Vikingos         | 1       | 1            | 2015-A               | 2015-C                    |
| La Salle Olympic | -       | 1            | -                    | 2014-C                    |
| Amistad          | -       | 1            | -                    | 2014-A                    |
| CAN              | -       | 1            | -                    | 2018                      |
| Nacional Potosí  | -       | 1            | -                    | 2019                      |

### Campeonatos por treinadores
- 5 títulos: Giovanny Vargas (2014-A, 2014-C, 2015-A, 2017, 2018)
- 2 títulos: Sandro Patiño (2015-C, 2016)
- 1 títulos: Fabricio Salas (2019)

### Campeonatos por jogadores
- 4 títulos: Cristhian Camargo (2015-C, 2016, 2017, 2018)
- 4 títulos: Ronald Arze (2015-A, 2017, 2018, 2019)
- 3 títulos: Axel Veizaga[27] (2015-C, 2016, 2018)

## História de participantes
Um total de 19 clubes vem participado da Libobásquet desde sua criação 2014.
En negrito as equipes que atualmente competem na Liga Boliviana de Basquetebol.
| - 6 Amistad de Sucre - 6 CAN de Oruro - 6 La Salle de Tarija - 6 Peñarol de Quillacollo - 6 Pichincha de Potosí - 6 Universidad de Santa Cruz - 5 Calero de Potosí - 5 La Salle → La Salle Olympic - 5 Vikingos de Tarija - 4 And-1 de La Paz | - 4 San Simón de Cochabamba - 3 Bolmar de La Paz - 3 Carl A-Z de Oruro - 2 Derecho de Oruro - 2 Rubair de Quillacollo - 1 UCB de Cochabamba - 1 UMSA de La Paz - 1 Ingenieros de Oruro - 1 Nacional Potosí de Potosí |

- Contém a temporada 2019.